# 拉布納瓦水庫
拉布納瓦水庫是一座位於立陶宛中部凱代尼艾區的人工湖，位於凱代尼艾南方11（6.8英里）處，鄰近拉布納瓦村。拉布納瓦水庫建於1977年，在流經拉布納瓦村的巴魯普河上築壩而成。2003年重建時增建一個160kW的小型水力發電廠。水庫形狀彎曲，沿岸是蘆葦灘，較外圍大多是農地，但也有一小段是森林。水庫也用於當地農業灌溉。